# ميدواي (دائرة انتخابية في المملكة المتحدة)

صوره توضح حجم الدائرة الانتخابية في المملكه

ميدواي (بالإنجليزية: Medway)‏ هي إحدى الدوائر الانتخابية في المملكة المتحدة الممثلة في مجلس العموم في برلمان المملكة المتحدة.
عضو البرلمان الذي يمثلها حالياً هو :Mr Robert Marshall-Andrews QC (Lab).